# 哈爾濱市 (中華民國)
- 關於中華人民共和國現時設置的黑龍江省哈爾濱市，請見「哈尔滨市」。
- 關於中华人民共和国曾經設置的直辖市，請見「哈尔滨市 (中华人民共和国直辖市)」。

哈爾濱市，通稱哈爾濱，是中華民國在1947年公布《東北新省區方案》时所設置的直轄市之一，為兩岸分治前全国12个直轄市之一，中國東北地區3個直轄市之一。當時，哈尔滨市是東北北部最大的都市及交通樞紐中心。因第二次国共内战，中共政权实质占领哈尔滨的因素，中华民国政府未实际管辖，辖区与今哈尔滨市不尽相同。

## 歷史
1949年以前，哈尔滨市曾多次被设立为特别市、院辖市、直辖市等不同名称的直辖行政区。

### 中华民国训政时期
1926年6月17日，颁布《哈尔滨特别市自治试办章程》，哈尔滨市被设立为中华民国哈尔滨特别市，至1932年2月5日日本军攻占哈尔滨市区止。

### 满洲国时期
1933年7月，原東省特别區哈爾濱特别市、東省特别區市政管理局哈爾濱市、吉林省濱江縣、濱江市、濱江厅和黑龍江省松浦市政局「四局合一」，合併為直轄於滿洲國政府的哈爾濱特别市，至1937年7月1日改为滨江省省会止。

### 国共内战时期
1945年至1946年间由于时局变化，哈尔滨市设治频繁在特别市、省辖市间变动。
1945年8月18日，苏联红军夺取该城，设院辖市。此后国民政府于8月31日明令將東三省劃為東北九省，於9月4日任命松江省政府主席，省會暫駐哈爾濱市。但实际上而中共在蘇聯的協助下，先行進入東北，并陆续设立了中共滨江地区工委、中共北满临时省委、中共松江省等一系列机构。1945年11月23日中共人员退出市区，由國民政府接收人員從蘇軍手中接收了哈爾濱。1946年1月12日，國民政府接收原滿州國濱江省政府，並將濱江省正式改為松江省，但此时本省轄區已經被中共控制，故松江省政府並未能赴省境辦公。1946年4月27日蘇聯軍隊全數撤離哈爾濱市。
1946年4月28日，中国共产党领导下的东北民主联军松江军区部队进驻该城，并再次设立哈爾濱特别市。中華民國于1947年6月5日公布东北新省区方案，设立哈爾濱直辖市，直屬國民政府，但此后国民政府也未控制哈尔滨市。1949年3月各特别市取消“特别”二字，仍为直辖市，至1949年4月21日，将哈尔滨市并入松江省并设为省会为止。
民國三十四年（1945年）日本投降後，國民政府積極準備接收東北，明令將東北三省劃為九省，以熊式輝為東北行營主任，並於9月初，任命東北九省省政府主席。同年底，國民政府接收人員從蘇軍手中接收了哈爾濱市政府。
民國三十五年（1946年）1月，黑龍江省政府主席韓駿傑、興安省主席吳煥章與松江省主席關吉玉及哈爾濱市市長楊綽菴赴哈爾濱市成立各省、市政府辦事處。4月25日，蘇聯軍隊全數撤離哈爾濱市，各省市政府接收人員等隨之逃離哈爾濱。4月28日，東北民主聯軍克哈爾濱市。韓駿傑率領部分省府人員赴瀋陽，建立省政府辦事處，而黑龍江省政府自始自終未能赴省境辦公。民國三十七年(1948年)年底遼西會戰，大部分地區為中共所控。11月2日解放軍正式進入瀋陽，中華民國政府属下的黑龍江省政府行政機構徹底瓦解。